# Star One (Satellitenbetreiber)
Star One ist ein brasilianischer Satellitenbetreiber, eine im Jahr 2000 gegründete Tochter des Telekommunikationsunternehmens Embratel. Sitz des Unternehmens ist Rio de Janeiro.

## Satellitenflotte
Star One besitzt eine kleine Flotte von Satelliten:
Stand der Liste: 17. Oktober 2022
| Satellit     | Startdatum        | Trägerrakete  | Satellitenbus                           | Transponder                       | Position | COSPAR ID | Status                        |
| ------------ | ----------------- | ------------- | --------------------------------------- | --------------------------------- | -------- | --------- | ----------------------------- |
| Brasilsat A1 | 2. September 1985 | Ariane 3      | HS-376 (Hughes)                         | 24 (+6) C-Band                    | 65° West | 1985-015B | inaktiv                       |
| Brasilsat A2 | 28. März 1986     | Ariane 3      | HS-376 (Hughes)                         | 24 (+6) C-Band                    | 70° West | 1986-026B | inaktiv                       |
| Brasilsat B1 | 10. August 1994   | Ariane 44LP   | HS-376W (Hughes)                        | 28 C-Band, 1 X-Band               | 68° West | 1994-049A | inaktiv                       |
| Brasilsat B2 | 29. März 1995     | Ariane 44LP   | HS-376W (Hughes)                        | 28 C-Band, 1 X-Band               | 68° West | 1995-016A | inaktiv                       |
| Brasilsat B3 | 4. Februar 1998   | Ariane 44LP   | HS-376W (Hughes)                        | 28 C-Band                         | 92° West | 1998-006A | inaktiv                       |
| Brasilsat B4 | 17. August 2000   | Ariane 44LP   | HS-376W (Hughes)                        | 28 C-Band                         | 84° West | 2000-046A | inaktiv                       |
| Star One C1  | 31. August 2007   | Ariane 5 ECA  | Spacebus-3000B3 (Alcatel Alenia Space)  | 28 C-Band, 16 Ku-Band, 1 X-Band   | 92° West | 2007-056A | aktiv                         |
| Star One C2  | 18. April 2008    | Ariane 5 ECA  | Spacebus-3000B3 (Alcatel Alenia Space)  | 28 C-Band, 16 Ku-Band, 1 X-Band   | 65° West | 2008-018B | aktiv                         |
| Star One C3  | 10. November 2012 | Ariane 5 ECA  | Star-2.4 (Orbital Sciences Corporation) | 28 C-Band, 16 Ku-Band             | 75° West | 2012-062A | aktiv                         |
| Star One C4  | 15. Juli 2015     | Ariane 5 ECA  | SSL-1300 (Space Systems/Loral)          | 48 Ku-Band                        | 70° West | 2015-034A | aktiv                         |
| Star One C12 | 3. Februar 2005   | Proton-M      | Spacebus-4000C3 (Alcatel Alenia Space)  | 18 C-Band (von insg. 72)          | 37° West | 2005-003A | aktiv, Kapazitäten angemietet |
| Star One D1  | 21. Dezember 2016 | Ariane 5 ECA  | SSL-1300 (Space Systems/Loral)          | 28 C-Band, 24 Ku-Band, 18 Ka-Band | 84° West | 2016-082B | aktiv                         |
| Star One D2  | 30. Juli 2021     | Ariane 5 ECA+ | SSL-1300 (Space Systems/Loral)          | C-, Ku-, Ka- und X-Band-Nutzlast  | 70° West | 2021-069A | aktiv                         |